# Matthew Weiner
Matthew Weiner (født 1965 i Baltimore i Maryland) er en Emmy-belønnet amerikansk TV-producent og manuskriptforfatter som har arbejdet med kendte TV-serier som Sopranos og Mad Men.
Weiner har vundet to Emmy-priser for sit arbejde med Sopranos. Han debuterede som manusforfatter i 1995 og som producent i 2001.